# Diplurodes celebensis
Diplurodes celebensis là một loài bướm đêm trong họ Geometridae.